# Швут-Рахель
Швут-Рахель (ивр. שבות רחל‎) — израильское поселение в Самарии, расположенное в 45 км к северу от Иерусалима. Швут-Рахель расположен в районе Шило в округе Биньямин. Соседние израильские населённые пункты включают Шило, Гиват Арэль, Эш Кодеш, Кида и Ади-ад. Посёлок входит в сферу управления районного совета Мате-Биньямин, с населением более 100 семей.
Формально посёлок считается одним из кварталов Шило, но функционирует как самостоятельный населённый пункт. По мнению организации «Шалом Ахшав» Швут-Рахель является незаконно построенным форпостом.

## История основания
Поселение было основано в ноябре 1991 года в память о жертвах террористической атаки на гражданский автобус — Рахели Друк из Шило, матери семерых детей, и Ицхака Рофе, водителя автобуса — которые были в пути на демонстрацию в Тель-Авив. В ночь после похорон группа студентов из ешивы в Шило, а также две молодые пары, в том числе беременная женщина, родившая через неделю, основали Швут-Рахель.

## Мидрешет «Бинат»
Бинат — мидраша, расположенная в Швут-Рахель. Возглавляемая раввином Роненом Тамиром, она была основана в 2000 году в качестве дополнительного отделения расположенной неподалёку ешивы в Шило. Она включает в себя регулярную программу семинаров, программу на один месяц в сентябре для студентов колледжей, и совместную программу с педагогическим колледжем Бейт-Ваган. Мидраша связана с педагогическим колледжем Тальпиот.